# Maniola ghilanica
Maniola ghilanica är en fjärilsart som beskrevs av Le Cerf 1913. Maniola ghilanica ingår i släktet Maniola och familjen praktfjärilar. Inga underarter finns listade i Catalogue of Life.